# Klockarsjön, Södermanland
Klockarsjön är en sjö i Flens kommun i Södermanland och ingår i Norrströms huvudavrinningsområde.